# Antonio Vázquez
Antonio Vázquez Mejido (26 gennaio 1961) è un ex arciere spagnolo.

## Palmarès

### Olimpiadi
- 1 medaglia:
  - 1 oro (Barcellona 1992 a squadre)